# Лямино (Пермский край)
Лямино — посёлок городского типа в Чусовском городском округе Пермского края России. 

## География
Расположен на левом берегу реки Чусовой. Железнодорожная станция на линии Пермь — Чусовская.
Автобусное сообщение Чусовой — Лямино, маршрут № 12 (расписание движения автобусов).

## История
Первые сведения о деревне Ляминой имеются во всероссийской переписи 1869 года: 7 дворов и 52 жителя.
В 1908 году в деревне Лямино насчитывалось 7 дворов и 44 жителя (из них 26 мужчин и 18 женщин).
В ноябре 1938 года указом Президиума Верховного Совета РСФСР деревня Лямино обрела статус рабочего поселка.
С 2004 до 2019 гг. входил в Чусовское городское поселение Чусовского муниципального района.

## Население
| 1959  | 1970  | 1979  | 1989  | 2002  | 2006  | 2007  | 2009  | 2010  |
| ----- | ----- | ----- | ----- | ----- | ----- | ----- | ----- | ----- |
| 5488  | ↗6698 | ↘6125 | ↘5577 | ↘5127 | ↘5100 | ↘4900 | ↘4822 | ↘4598 |
| 2012  | 2013  | 2014  | 2015  | 2016  | 2017  | 2018  | 2019  | 2020  |
| ↘4563 | ↘4562 | ↘4560 | ↘4533 | ↘4525 | ↘4471 | ↘4450 | ↗4518 | ↘4454 |
| 2021  | 2023  |       |       |       |       |       |       |       |
| ↗4475 | ↘4408 |       |       |       |       |       |       |       |

## Известные уроженцы
Федосеев Егор Андрианович (1920—1980) — советский военный деятель. В годы Великой Отечественной войны — комсорг стрелковой роты 275 стрелкового полка 117 стрелковой дивизии, батальона 1063 стрелкового полка и 237 гаубичного артиллерийского полка на западных фронтах, старший лейтенант; майор. Представлялся к званию Героя Советского Союза, но награждён орденом Красного Знамени (1944). Член ВКП(б) с 1943 года.

## Улицы
- Школьная улица
- Мусинская улица
- Заводская улица
- Набережная улица
- 2-я Набережная улица
- улица Чкалова
- улица Фрунзе
- улица Чапаева
- Уральская улица
- Комсомольская улица
- улица Космонавтов
- Пионерская улица
- улица Чайковского
- улица Гоголя
- Советская улица
- Октябрьская улица
- Клубная улица
- улица Зайцева
- улица Новосёлов
- Кирпичная улица
- улица Матросова
- улица Гагарина
- улица Калинина
- Садовая улица
- улица Мира
- улица Горького
- улица Чехова